# Baia de Aramă
Baia de Aramă er en lille by Rumænien beliggende i distriktet Mehedinţi, i den historiske region Oltenien, med en befolkning på4.478 (2021) indbyggere. Floden Brebina løber gennem byen. der findes nogle dakiske ruiner i byen, såvel som Baia de Aramă Kloster fra det 17. århundrede.
Byens navn betyder "kobbermine", hvilket tyder på, at Baia de Aramă engang var en stærk kobber mineby. Men i årenes løb er mange af minerne i byen lukket, hvilket efterlader omkring halvdelen af byen arbejdsløs.
Byen administrerer otte landsbyer: Bratilovu, Brebina, Dealu Mare, Mărăşeşti, Negoeşti, Pistrişa, Stăneşti og Titerleşti. Distrikts hovedstaden Drobeta Turnu Severin ligger omkring 45 km mod syd.